# Штурханці
Штурханці - традиційна українська страва з картопляного тіста та  кисломолочного сиру на обід чи вечерю. Альтернатива звичайним вареникам.
Назву картопляні пиріжки отримали від способу приготування: начинку злегка «заштовхують» у тісто .

## Приготування страви

### Інгредієнти
- Картопля – 400 г,
- Сир – 150 г,
- Яйце – 1 шт.,
- Молоко – 50 мл,
- Розтоплене вершкове масло – 50 г,
- Кріп – пучок,
- Часник – 1 зубчик,
- Крохмаль – 8 столових ложок,
- Сіль – 2 чайної ложки.

### Процес приготування
- Картоплю ретельно промити та відварити в лушпинні.
- Сир перекласти в миску, до нього натерти чищений часник.
- Промити зелень, обсушити і подрібнити, а потім всипати в миску з сиром.
- Інгредієнти для начинки перемішати, злегка розминаючи виделкою.
- До сиру, якщо він не достатньо солоний, можна додати 1/2 чайної ложки солі.
- Відварену картоплю почистити та натерти або перемолоти у м'ясорубці.
- Картоплю підсолити 1 чайною ложкою солі, додати 5 столових ложок крохмалю.
- Влити в тісто молоко, розбити яйце та додати добре розтоплене вершкове масло.
- Вимішувати тісто, за необхідності, додаючи крохмаль.
- Сформувати з картопляного тіста 6-7 невеликих кульок однакового розміру.
- У кульках зробити заглиблення й покласти приблизно 1 чайну ложку начинки.
- Защіпати краї з начинкою та, покочуючи виріб у руках, сформувати форму циліндра.
- Штурханці добре присипати крохмалем, щоб вони не прилипали до рук.
- Закип’ятити підсолену воду в великій каструлі та занурити в окріп штурханці.
- Після спливання, страву проварити ще протягом 2-3 хвилин.
- Щоб зупинити процес приготування, штурханці радять залити холодною водою.

## Як подавати штурханці до столу
Зазвичай штурханці подають до столу зі шкварками та вершковим маслом або сметаною. При подачі можна посипати страву дрібно порізаним кропом.
Існує такий варіант: блюдо доповнюють підсмаженими грибами чи томатними соусами – аджикою й кетчупом.
Євген Клопотенко пропонує замінити шкварки на смажену цибулю з грибами або бекон.
Аби урізноманітнити смак начинки, до кисломолочного сиру можна додати  дрібно порізані в’ялені томати, пір’їни зеленої цибулі чи припущений шпинат.

## Цікаві факти
Щорічно у вересні в Овручі проходить гастрономічний фестиваль «Поліська пані Картопелька» з частуваннями, ярмарками та розвагами. Там свою фірмову страву «Картопляні штурханці» готує для гостей мер міста Іван Коруд .
На Поліссі штурханці – це невеличкі ковбаски з картопляного тіста, всередині яких смачна сирна начинка. При цьому страва може бути солоною чи солодкою. Це відмінна ідея для вечері на всю сім’ю.
2004 року, після заснування платформи, на Facebook з’явилася функція «Штурханці» (Poking). Вона дозволяла користувачам «штурхнути» будь-якого свого друга за допомогою спеціальної кнопки. Тоді користувачеві приходило сповіщення про те, що його штурхнули. Зрештою функція втратила актуальність. Facebook не відмовився від неї, а лише приховав у навігації. Однак, коли соцмережа святкувала своє 20-річчя, набридливий інструмент комунікації вирішили повернути.